# Etmopterus robinsi
Etmopterus robinsi är en hajart som beskrevs av Schofield och Burgess 1997. Etmopterus robinsi ingår i släktet Etmopterus och familjen lanternhajar. IUCN kategoriserar arten globalt som livskraftig. Inga underarter finns listade i Catalogue of Life.